# Liste der Biografien/Langs
Liste der Biografien |
Portal Biografien |
Personensuche
# |
A |
B |
C |
D |
E |
F |
G |
H |
I |
J |
K |
L |
M |
N |
O |
P |
Q |
R |
S |
T |
U |
V |
W |
X |
Y |
Z |
?
 
La |
Lb |
Lc |
Le |
Lg |
Lh |
Li |
Lj |
Ll |
Lm |
Lo |
Lp |
Lt |
Lu |
Lv |
Lw |
Lx |
Ly |
Lz
 
Laa |
Lab |
Lac |
Lad |
Lae–Lah |
Lai |
Laj |
Lak |
Lal |
Lam |
Lan |
Lao |
Lap |
Laq |
Lar |
Las |
Lat |
Lau |
Lav |
Law |
Lax |
Lay |
Laz
 
Lana |
Lanc |
Land |
Lane |
Lanf |
Lang |
Lanh |
Lani |
Lanj |
Lank |
Lanl |
Lanm |
Lann |
Lano |
Lanp |
Lanq |
Lanr |
Lans |
Lant |
Lanu |
Lanv |
Lanw |
Lanx |
Lany |
Lanz
 
Langa |
Langb |
Langd |
Lange |
Langf |
Langg |
Langh |
Langi |
Langj |
Langk |
Langl |
Langm |
Langn |
Lango |
Langr |
Langs |
Langt |
Langu |
Langv |
Langw 
Die Liste der Biografien führt alle Personen auf, die in der deutschsprachigen Wikipedia einen Artikel haben. Dieses ist eine Teilliste mit 31 Einträgen von Personen, deren Namen mit den Buchstaben „Langs“ beginnt.

## Langs

### Langsc
- Langsch, Anna (* 1982), deutsche Politikerin (Bündnis 90/Die Grünen)
- Langsch, Elisabeth (1933–2025), Schweizer Künstlerin
- Langschmidt, Levin Burchard (1654–1722), deutscher lutherischer Theologe, Pastor, Königlich Großbritannischer und Kurfürstlich Braunschweig-Lüneburgischer Konsistorialrat und Hofprediger
- Langschmidt, Wilhelm (1805–1866), deutsch-südafrikanischer Maler
- Langschur, Abraham (1841–1923), böhmischer Geschäftsmann
- Langschwager, Kathrin (* 1966), deutsche Volleyballspielerin

### Langsd
- Langsdorf, Antonia (* 1962), deutsche Fernsehmoderatorin; Chefastrologin des TV-Senders RTL
- Langsdorf, Johann Wilhelm (1745–1827), deutscher Salinen-Experte
- Langsdorf, Karl Christian von (1757–1834), deutscher Mathematiker, Techniker
- Langsdorf, Karl Wilhelm Ludwig (1775–1825), nassauischer Beamter und Amtmann
- Langsdorff, Alexander (1898–1946), deutscher Archäologe und SS-Führer
- Langsdorff, Carl Wilhelm (1802–1855), deutscher Landrat
- Langsdorff, Georg Heinrich von (1774–1852), deutsch-russischer Naturforscher und Forschungsreisender
- Langsdorff, Georg von (1822–1921), deutscher Revolutionär 1848, Zahnarzt, Parapsychologe und Schriftsteller
- Langsdorff, Hans (1894–1939), deutscher Marineoffizier, Kapitän zur See und KommandantHans Langsdorff (1894–1939)

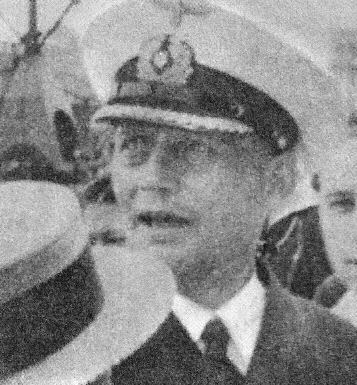
Hans Langsdorff (1894–1939)

- Langsdorff, Jens (1938–2004), deutscher Politiker (CDU) und MdHB

### Langse
- Langseth, Hans (1846–1927), Träger des längsten Bartes der WeltHans Langseth (1846–1927)

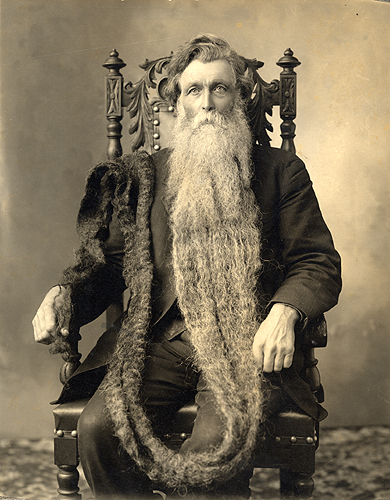
Hans Langseth (1846–1927)

- Langseth, Lisa (* 1975), schwedische Filmregisseurin und Drehbuchautorin
- Langseth-Christensen, Lillian (1905–1995), österreichische Designerin und Schriftstellerin

### Langsf
- Längsfeld, Wolfgang (1937–2012), deutscher Filmwissenschaftler

### Langsh
- Langshaw, Phillip (* 1938), Sänger und Hochschullehrer

### Langsl
- Langslet, Lars Roar (1936–2016), norwegischer Politiker (Høyre), Mitglied des Storting, Ideenhistoriker und Schriftsteller

### Langso
- Langson, Grimon (* 1955), malawischer Radrennfahrer

### Langsp
- Langspecht, Karl-Heinrich (1950–2011), deutscher Politiker (CDU), MdL

### Langst
- Langstaff, James (* 1956), britischer Geistlicher, Bischof von Rochester der Church of England, Mitglied des House of Lords
- Langstein, Heike, deutsche Biathletin
- Langstein, Leopold (1876–1933), österreichischer Mediziner und Direktor des Kaiserin-Auguste-Victoria-Hauses (KAVH)
- Langston, John Mercer (1829–1897), US-amerikanischer Bürgerrechtler, Jurist und Politiker
- Langston, Wann Jr. (1921–2013), US-amerikanischer Paläontologe
- Langstone, Frank (1881–1969), neuseeländischer Politiker
- Langstroth, Lorenzo (1810–1895), US-amerikanischer Naturforscher und Imker